# Eudoxiu de Hurmuzachi
Eudoxiu de Hurmuzachi, též Eudoxius von Hormuzaki (29. září 1812 Čornivka – 10. února 1874 Černovice) byl rakouský politik rumunské národnosti z Bukoviny, v 2. polovině 19. století poslanec Říšské rady a zemský hejtman Bukoviny.

## Biografie
Pocházel z původně řeckého rodu, který v 16. století přesídlil z ostrova Chios do Moldávie. Eudoxius studoval v letech 1832–1836 práva na Vídeňské univerzitě. Zabýval se i studiem dějin. Po návratu do domoviny se snažil docílit oddělení Bukoviny od Haliče a její prohlášení za samostatnou korunní zemi. V roce 1849 byl členem bukovinské deputace, která přispěla k tomu, že téhož roku skutečně došlo k administrativnímu oddělení Bukoviny.
Byl i politicky aktivní. V roce 1861 a znovu roku 1867 byl zvolen na Bukovinský zemský sněm v obvodu Câmpulung, za kurii venkovských obcí. Mandát obhájil v roce 1867. Zemský sněm ho 28. února 1867 zvolil i do Říšské rady (tehdy ještě volené nepřímo) za kurii venkovských obcí v Bukovině. Kvůli zápalu plic složil slib až 23. září 1867.
V roce 1862 se stal náměstkem zemského hejtmana a v letech 1864–1870 a znovu 1872–1874 působil jako zemský hejtman Bukoviny. Zasadil se o přeložení klíčových právních norem (občanský zákoník, trestní právo) do rumunštiny.
V roce 1872 byl povýšen na barona.
Jeho synovcem byl entomolog Constantin von Hormuzaki.